# Fenantreno
Fenantreno é um hidrocarboneto aromático policíclico composto de três anéis de benzeno fundidos. O nome fenantreno é um composto de fenil e antraceno. Ele fornece a estrutura básica para os esteróides. Na sua forma pura é encontrado no alcatrão do tabaco (como por exemplo dos cigarros) e é uma conhecida substância irritante e fotossensitizante da pele. O fenantreno aparece como um pó branco tendo fluorescência azulada. 
O composto com um esqueleto de fenanteno e nitrogênios nas posições 4 e 5 é conhecido como fenantrolina ou 4,5-diazafenantreno (nomenclatura da IUPAC).